# Spring Creek (Nowa Zelandia)
Spring Creek – miasto w Nowej Zelandii, na Wyspie Południowej, w regionie Marlborough.